# (5334) Mishima
(5334) Mishima es un asteroide perteneciente al cinturón de asteroides, descubierto el 8 de febrero de 1991 por Makio Akiyama y el también astrónomo Toshimasa Furuta desde el Observatorio Astronómico Susono, Mishima, Shizuoka, Japón.

## Designación y nombre
Designado provisionalmente como 1991 CF. Fue nombrado Mishima en homenaje a la ciudad de Mishima, segundo hogar de Makio Akiyama, situada a unos 100 km al oeste de Tokio y famosa por la gran cantidad de manantiales que se abastecen del Monte Fuji, a 30 km al noroeste. El antiguo santuario sintoísta de la ciudad, Mishima Taisya, es famoso como el punto donde Yoritomo Minamoto, fundador del shogunato Kamakura, comenzó su batalla para unificar a la nación.

## Características orbitales
Mishima está situado a una distancia media del Sol de 2,265 ua, pudiendo alejarse hasta 2,550 ua y acercarse hasta 1,981 ua. Su excentricidad es 0,125 y la inclinación orbital 7,415 grados. Emplea 1245,67 días en completar una órbita alrededor del Sol.

## Características físicas
La magnitud absoluta de Mishima es 13,2. Tiene 6,156 km de diámetro y su albedo se estima en 0,295. 